# Dream of Life
Dream of Life är ett musikalbum av Patti Smith, utgivet 1988. Det var då hennes första album på nio år och det skulle dröja ytterligare åtta år innan nästa album släpptes, Gone Again. Hon samarbetade på albumet med maken och före detta MC5-gitarristen Fred "Sonic" Smith. 
Albumet nådde 65:e plats på Billboard 200 och 70:e plats på UK Albums Chart. Låten "People Have the Power" blev en mindre hit.

## Låtlista
Samtliga låtar skrivna av Patti Smith och Fred "Sonic" Smith.
1. "People Have the Power" - 5:10
2. "Going Under" - 6:00
3. "Up There Down There" - 4:51
4. "Paths That Cross" - 4:20
5. "Dream of Life" - 4:40
6. "Where Duty Calls" - 7:49
7. "Looking for You (I Was)" - 4:07
8. "The Jackson Song" - 5:24
Bonusspår på cd-utgåva
9. "As the Night Goes By" - 5:05
10. "Wild Leaves" - 4:04